# George Moffat
George B. Moffat, Jr., född 1927, död 2024, var en amerikansk författare och segelflygare.
Moffat började flyga 1953 och utbildade sig i segelflygning 1959, han deltog i de amerikanska mästerskapen första gången 1962. Han blev den första piloten som vann Öppna klassen i segelflyg-VM två gånger. Han har vunnit fem amerikanska mästerskap, och är en av två som har segrat i alla tre tävlingsklasserna (open, standard och 15 metersklassen) i amerikanska mästerskapen. Han är invald i U.S. Soaring Hall of Fame och han tilldelades Lilienthalmedaljen 1977 för sina gärningar inom segelflyget.

## Individuella världsrekord
- Ensitsiga segelflygplan,
  - Hastighetsflygning på triangelbana 100 km: 128,38 km/h, 16 augusti 1962, El Mirage Dry Lake, Schreder HP-8
  - Hastighetsflygning på triangelbana 300 km: 108,12 km/h, 19 augusti 1962, El Mirage Dry Lake, Schreder HP-8
  - Hastighetsflygning på triangelbana 300 km: 119,87 km/h, 6 augusti 1964, Odessa, Texas, Schreder HP-8

Källa: FAI, [https://web.archive.org/web/20071011110346/http://records.fai.org/pilot.asp?from=gliding&id=693%5D%3C%2Fsmall>

## Tävlingar

### VM i segelflyg
- 1970 Marfa, Texas, Open Klass, Schempp-Hirth Nimbus
- 1974 Waikerie, South Australia, Open Klass, Schempp-Hirth Nimbus-2

### Internationella tävlingar
- 1975 Smirnoff Transcontinental Derby, Eiri-Avion PIK-20
- 1977 Europeiska mästerskapen, 15 metersklassen, Schempp-Hirth Mini-Nimbus

## Utmärkelser
- Lilienthalmedaljen 1977
- FAI Challenge Cup 1970, 1974
- Exceptional Service Award 1999
- Exceptional Achievement Award 1966, 1970, 1973
- Barnaby Lecture 2001
- du Pont Trophy 1969, 1973, 1982
- Stroukoff Trophy 1966, 1982
- Standard Class Trophy 1970
- Schreder 15-Meter Trophy 1978
- FAI Diamantmärke nr 44 (Internationellt nr 449) 1965

Källa: Soaring Hall of Fame,